# Pansarvärnsrobot

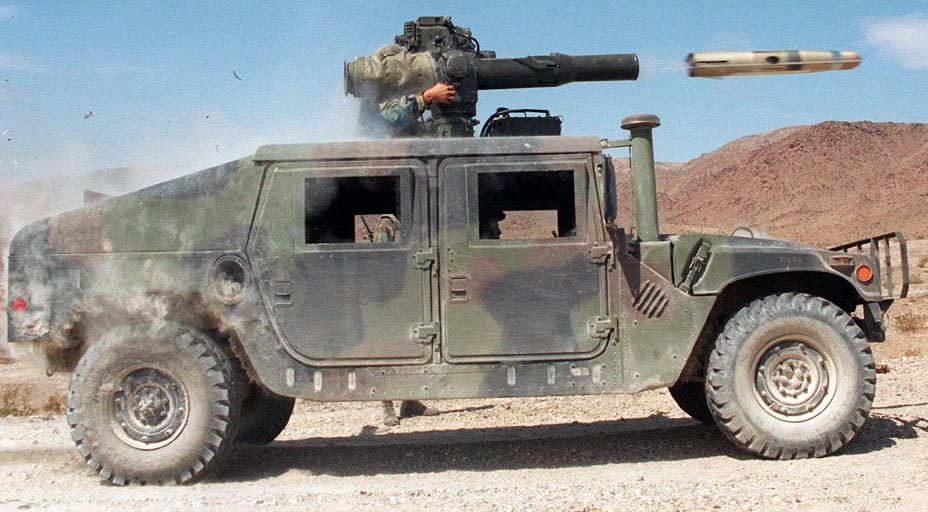
Ett amerikanskt terrängfordon avfyrar en BGM-71 TOW.

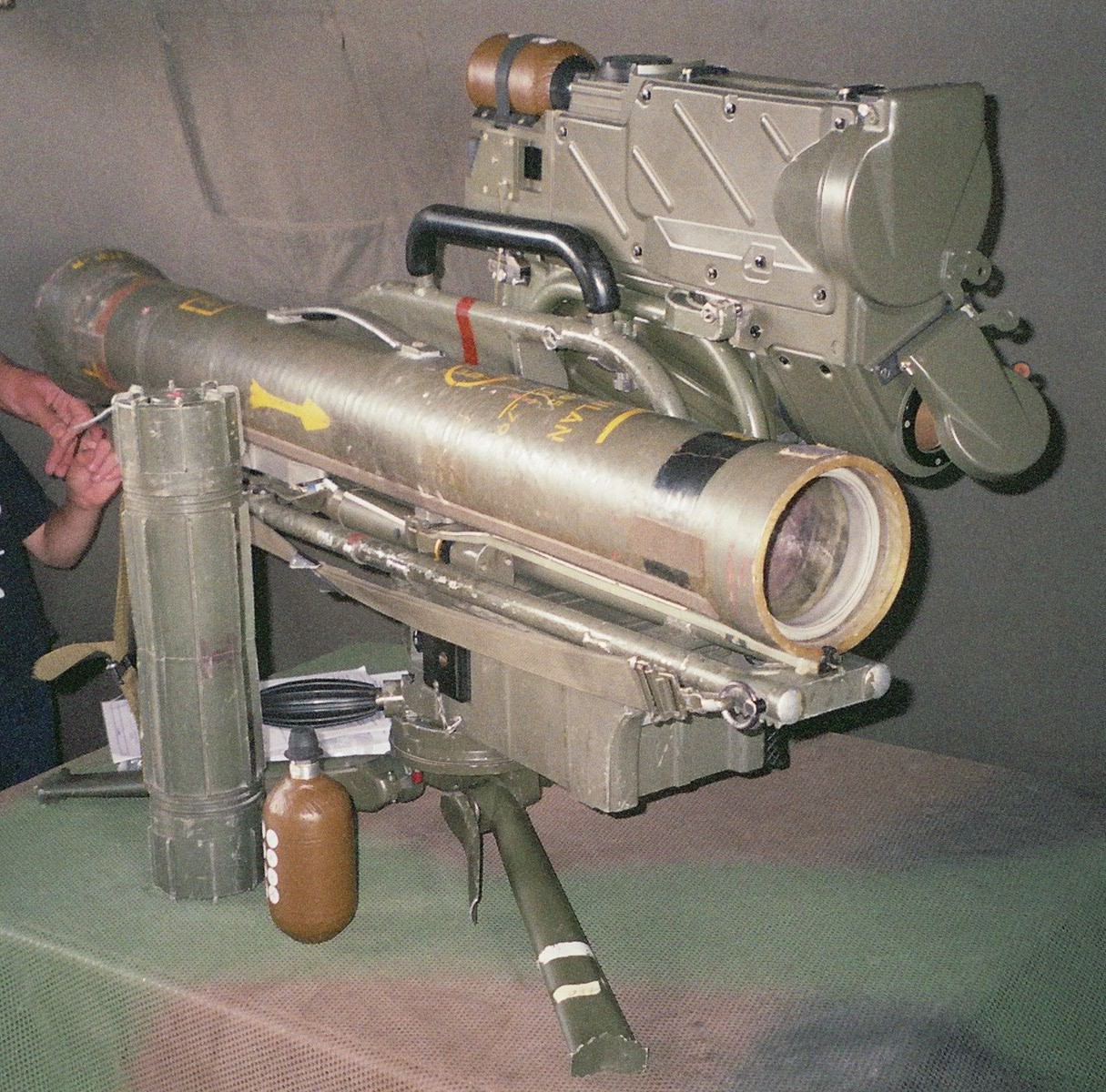
MILAN, franska andra generations pv-robotsystem

Pansarvärnsrobot, kort pv-robot eller pvrb, är en robot vars primära syfte är att slå ut tungt bepansrade stridsvagnar och andra pansarfordon.
Pv-robotar finns i alla storlekar från axelburna vapen som kan bäras av en soldat till större system avfyrade från lavetter som kräver en liten grupp för att transport och användande till system monterade på stridsflygplan eller militära fordon.
Användbara pv-robotvapen började dyka upp på 60-talet. Första generationen krävde manuell styrning från skytten medelst en joystick eller liknande. Robotarna var trådstyrda, dvs en elkabel löpte ut efter roboten genom vilken styrsignaler kunde sändas. Ett exempel på denna typ av robot är den ryska 9K11 Maljutka.
Andra generationens robotar var förbättrade genom att man slapp använda joystickar för styrning, det krävdes bara att operatören hela tiden höll lavettens sikte på målet tills roboten träffar. Styrsignalerna skickades via radio eller tråd, alternativt följer den en laser från siktet genom en kamera monterad i robotens nos. Exempel på denna typ av robotar är de amerikanska TOW, ryska 9K111 Fagot och svenska Robot 56 Bill. Den sistnämnda slår inte heller direkt mot pansaret utan flyger ovanför målet och slår mot det tunnare takpansaret. Dessa robotar används operativt idag.
Tredje generationens robotar är så kallade fire-and-forget-vapen. De har infraröda målsökare och låser på målet på samma sätt som t.ex. flygets jaktrobotar. Amerikanska Javelin är ett exempel på en sådan robot.
De flesta moderna pv-robotar använder sig av stridsspetsar med riktad sprängverkan, specifikt utformade för att slå igenom pansar. Dubbla stridsspetsar används i en del robotar för att kunna bekämpa mycket tjockt eller laminerat pansar. Motmedel mot pv-robotar inkluderar kompositpansar, pansarkjolar (pansarplåtar utanför huvudpansaret som detonerar RSV-laddningarna och gör att kraften går förlorad innan huvudpansaret har nåtts), perforerat pansar och aktivt pansar. På senare tid har även störsändare och aktiva försvarsmedel som ska skjuta ner robotarna börjat användas. 
Introduktionen av pansarvärnsrobotar som kunde bäras av en enskild infanterist eller små grupper av infanterister och slå ut tunga stridsvagnar ändrade karaktären på det moderna slagfältet. Infanteriet kunde nu slå ut tunga stridsvagnar och stridsfordon på långa avstånd och oftast kunde de även få den ack så viktiga första träffen. Tidigare i historien var soldaterna tvungna att befinna sig relativt nära för att pansarbrytande vapen som bazooka, pansarvärnsgevär eller magnetiska stridsvagnsminor skulle ha någon verkan.